# Carlos Tavares (empresário)
Carlos Tavares (Lisboa, 14 de agosto de 1958) é um empresário português que ocupou o cargo de diretor executivo da Stellantis, a sexta maior montadora do mundo em vendas, formada pela fusão do Grupo PSA e da Fiat Chrysler Automobiles, de 2021 até 2024, quando renunciou ao cargo
Ele anteriormente foi diretor de operações da montadora francesa Renault, diretor do conselho administrativo e, posteriormente, diretor executivo do grupo também francês PSA.
Carlos Tavares assumiu o cargo de CEO em 2021, quando a Fiat Chrysler Automobiles e o Grupo PSA se fundem para formar a Stellantis. 

## Situação pessoal

### Contexto familiar
Carlos Tavares nasceu a 14 de agosto de 1958 em Lisboa, filho de dois pais portugueses, um pai contabilista que trabalhava para uma seguradora francesa e uma mãe professora de francês.
Sua paixão por automóveis começou aos 14 anos, quando ele descobriu o automobilismo durante um dia de portas abertas no circuito de Estoril, perto de Lisboa.

### Formação académica
Depois de ter estudado no Liceu Charles-Lepierre em Lisboa, partiu para França aos 17 anos para estudar matemática no Liceu Pierre-de-Fermat em Toulouse.
Em 1981, licenciou-se em engenharia na École Centrale Paris.

### Vida privada
Ele é casado e pai de três filhos.
Ele também é conhecido por ser próximo do ex-Primeiro Ministro de Portugal, José Sócrates.

### Stellantis
Em 16 de janeiro de 2021, tornou-se o primeiro Diretor-Geral do grupo automóvel multinacional Stellantis19, criado pela fusão entre o Grupo PSA e a Fiat Chrysler Automobiles.
A remuneração fixa de Carlos Tavares cifra-se em cerca de dois milhões de euros, mas aumenta consoante o cumprimento de metas de longo prazo. Em 2023 recebeu 36,5 milhões de euros - batendo com distância o vencimento dos presidentes-executivos das rivais General Motors (25,3 milhões) e Ford (24,2 milhões) -, o que representou um aumento de 56% em relação ao que ganhou em 2022. O montante engloba pensões de reforma que serão pagas a longo prazo e bónus atribuídos com base em objetivos fixados para 2025.  Em 1º de dezembro de 2024, a Stellantis anuncia a demissão de Tavares do cargo de CEO, "com efeito imediato".

### Outras actividades
É membro do Conselho de Administração da Airbus desde 2016.
Foi também membro do Conselho de Administração da Faurecia entre 2014 e 2019 e membro do Conselho de Administração da Total entre 2017 e 2020.
Em 20 de setembro de 2021, o meio de comunicação Les Echos anunciou que Carlos Tavares deixava a Airbus para concentrar as suas competências na Stellantis.

## Recompensas
- Em 2019, Tavares ganhou o prémio "Gestor do Ano" na 15ª edição dos Prémios BFM[15]
- Person of the year (Pessoa do Ano), World Car 2020[16]
- Em 2022, Tavares foi escolhido como "Eurostar" para CEO do grupo pela Automotive News Europe[17]